# Gitanga (periodiskt vattendrag i Burundi, Makamba, lat -4,20, long 30,06)
Gitanga är ett periodiskt vattendrag i Burundi.   Det ligger i provinsen Makamba, i den södra delen av landet, 120 kilometer sydost om huvudstaden Bujumbura.
I omgivningarna runt Gitanga växer huvudsakligen savannskog. Runt Gitanga är det ganska tätbefolkat, med 80 invånare per kvadratkilometer.